# Харлау
Харлау (рум. Hârlău) град је у у источном делу Румуније, у историјској покрајини Молдавија. Харлау је четврти по важности град у округу Јаши.
Харлау је према последњем попису из 2002. године имао 11.268 становника.

## Географија
Град Харлау налази се у западном делу Румунске Молдавије. Град је смештен у бреговитом подручју, на приближно 140 метара надморске висине. Од седишта округа, града Јашија, Харлау је удаљен око 75 km северозападно.

## Становништво
Румуни чине већину становништва Харлауа, а од мањина присутни су само Роми. До Другог светског рата Јевреји су чинили већину становништва насеља.

## Галерија
- Здање Тауту
- Градска синагога
- Црква св. Димитрија

## Становништво
| 2011.  |
| ------ |
| 10.905 |